# Тафельшпиц
Та́фельшпиц (нем. Tafelspitz; Tafel — «стол», Spitz — «вершина, остриё») — мясное блюдо венской кухни. Готовится из нежной верхней части говяжьего огузка — костреца, отваренного с суповой зеленью. Порционно нарезанная отварная говядина, кусочки которой получаются заострённой формы, сервируется с яблочным пюре с добавлением тёртого хрена (яблочного хрена) и булки и подаётся вместе с бульоном. В качестве гарнира предлагаются порезанные кубиками или соломкой отваренные в бульоне корнеплоды (например, морковь) и картофель, а также иногда жареный картофель, рёшти, зелёная фасоль в сливочном соусе с укропом или шпинатом. К тафельшпицу часто также подаётся соус на основе сметаны с хреном. Лучшим в Вене считается тафельшпиц, который по понедельникам подают в отеле «Бристоль».